# Пяски (Гнезненський повіт)
Пя́ски (пол. Piaski, нім. Sandau) — село в Польщі, у гміні Вітково Гнезненського повіту Великопольського воєводства.
Населення — 40 осіб (2011).
У 1975—1998 роках село належало до Конінського воєводства.

## Демографія
Демографічна структура станом на 31 березня 2011 року:
|          | Загалом | Допрацездатний вік | Працездатний вік | Постпрацездатний вік |
| -------- | ------- | ------------------ | ---------------- | -------------------- |
| Чоловіки | 21      | 3                  | 17               | 1                    |
| Жінки    | 19      | 4                  | 14               | 1                    |
| Разом    | 40      | 7                  | 31               | 2                    |